# Сборная Австрии по футболу (до 17 лет)
Сборная Австрии по футболу до 17 лет — национальная футбольная команда, представляющая Австрию в международных турнирах, за которую имеют право выступать игроки возрастом 17 лет и младше. Контролируется Австрийским футбольным союзом.
Сборная принимает участие в чемпионатах Европы и чемпионатах мира для игроков до 17 лет. Наивысшим достижением сборной является третье место на чемпионате Европы 2003 года.

## Статистика выступлений

### Чемпионат мира (до 17 лет)
| Год         | Результат                | И                        | В                        | Н                        | П                        | МЗ                       | МП                       | РМ                       |                          |
| ----------- | ------------------------ | ------------------------ | ------------------------ | ------------------------ | ------------------------ | ------------------------ | ------------------------ | ------------------------ | ------------------------ |
| 1985 — 1995 | Не квалифицировалась     | Не квалифицировалась     | Не квалифицировалась     | Не квалифицировалась     | Не квалифицировалась     | Не квалифицировалась     | Не квалифицировалась     | Не квалифицировалась     | Не квалифицировалась     |
| 1997        | Групповой этап           | 3                        | 0                        | 0                        | 3                        | 1                        | 14                       | −13                      |                          |
| 1999 — 2011 | Не квалифицировалась     | Не квалифицировалась     | Не квалифицировалась     | Не квалифицировалась     | Не квалифицировалась     | Не квалифицировалась     | Не квалифицировалась     | Не квалифицировалась     | Не квалифицировалась     |
| 2013        | Групповой этап           | 3                        | 0                        | 1                        | 2                        | 4                        | 6                        | −2                       |                          |
| 2015 — 2017 | Не квалифицировалась     | Не квалифицировалась     | Не квалифицировалась     | Не квалифицировалась     | Не квалифицировалась     | Не квалифицировалась     | Не квалифицировалась     | Не квалифицировалась     | Не квалифицировалась     |
| 2019        | Будет определено позднее | Будет определено позднее | Будет определено позднее | Будет определено позднее | Будет определено позднее | Будет определено позднее | Будет определено позднее | Будет определено позднее | Будет определено позднее |
| Итого       | Групповой этап           | 6                        | 0                        | 1                        | 5                        | 5                        | 20                       | −15                      |                          |

### Чемпионат Европы (до 17 лет)
| Год         | Результат            | И                    | В                    | Н                    | П                    | МЗ                   | МП                   | РМ                   |                      |
| ----------- | -------------------- | -------------------- | -------------------- | -------------------- | -------------------- | -------------------- | -------------------- | -------------------- | -------------------- |
| 2002        | Не квалифицировалась | Не квалифицировалась | Не квалифицировалась | Не квалифицировалась | Не квалифицировалась | Не квалифицировалась | Не квалифицировалась | Не квалифицировалась | Не квалифицировалась |
| 2003        | Третье место         | 5                    | 3                    | 0                    | 2                    | 6                    | 6                    | 0                    |                      |
| 2004        | Групповой этап       | 3                    | 1                    | 1                    | 1                    | 2                    | 2                    | 0                    |                      |
| 2005 — 2012 | Не квалифицировалась | Не квалифицировалась | Не квалифицировалась | Не квалифицировалась | Не квалифицировалась | Не квалифицировалась | Не квалифицировалась | Не квалифицировалась | Не квалифицировалась |
| 2013        | Групповой этап       | 3                    | 1                    | 1                    | 1                    | 3                    | 3                    | 0                    |                      |
| 2014        | Не квалифицировалась | Не квалифицировалась | Не квалифицировалась | Не квалифицировалась | Не квалифицировалась | Не квалифицировалась | Не квалифицировалась | Не квалифицировалась | Не квалифицировалась |
| 2015        | Групповой этап       | 3                    | 0                    | 2                    | 1                    | 2                    | 3                    | −1                   |                      |
| 2016        | Четвертьфинал        | 4                    | 2                    | 0                    | 2                    | 4                    | 9                    | −5                   |                      |
| 2017        | Не квалифицировалась | Не квалифицировалась | Не квалифицировалась | Не квалифицировалась | Не квалифицировалась | Не квалифицировалась | Не квалифицировалась | Не квалифицировалась | Не квалифицировалась |
| 2018        | Не квалифицировалась | Не квалифицировалась | Не квалифицировалась | Не квалифицировалась | Не квалифицировалась | Не квалифицировалась | Не квалифицировалась | Не квалифицировалась | Не квалифицировалась |
| 2019        | Квалифицировалась    | Квалифицировалась    | Квалифицировалась    | Квалифицировалась    | Квалифицировалась    | Квалифицировалась    | Квалифицировалась    | Квалифицировалась    | Квалифицировалась    |
| Итого       | Третье место         | 18                   | 7                    | 4                    | 7                    | 17                   | 23                   | −6                   |                      |